# Fortunato di Lecce
San Fortunato, venerato come santo, vescovo e martire dalla Chiesa cattolica, fu il nipote di sant'Oronzo e insieme anche a San Giusto è patrono della città di Lecce di cui, secondo la tradizione, fu il secondo vescovo.

## Biografia
San Fortunato nacque a Lecce da Sant'Emiliana (sorella di S. Oronzo). Il primo incontro con san Giusto avvenne sulle spiagge di San Cataldo durante una battuta di caccia con lo zio, dove Fortunato si convertì al cristianesimo e fu battezzato da Giusto insieme allo zio Oronzo.
Oronzo e Fortunato andarono a Corinto, dove furono accolti da san Paolo, che nominò Oronzo vescovo di Lecce e il nipote Fortunato suo successore.
Tornati in Italia i tre iniziarono a evangelizzare Lecce e il Salento; il 26 agosto giorno in cui morirono lo zio e San Giusto San Fortunato divenne il nuovo vescovo di Lecce, guiderà la neodiocesi fino alla morte avvenuta per decapitazione.